# Continued Silence
Continued Silence je extended play vydané lasvegaskou rockovou skupinou Imagine Dragons, které bylo vydáno dne 14. února 2012 ve Spojených státech. Bylo nahráno ve Westlake Recording Studios. Všechny písně napsali Imagine Dragons a producent a držitel ceny Grammy, Alex Da Kid.
Všechny písně z Continued Silence s výjimkou „My Fault“ a „Round and Round“ se objevily i na debutovém albu skupiny s názvem Night Visions.

## Seznam skladeb
| Pořadí         | Název               | Autor                                     | Producent(i)                    | Délka |
| -------------- | ------------------- | ----------------------------------------- | ------------------------------- | ----- |
| 1.             | Radioactive         | Imagine Dragons, Alex Da Kid, Josh Mosser | Imagine Dragons, Alex Da Kid    | 3:06  |
| 2.             | Demons              | Imagine Dragons, Alex Da Kid, Josh Mosser | Imagine Dragons, Alex Da Kid    | 2:57  |
| 3.             | On Top of the World | Imagine Dragons, Alex Da Kid              | Imagine Dragons, Alex Da Kid    | 3:12  |
| 4.             | Round and Round     | Imagine Dragons, Alex Da Kid              | Imagine Dragons, Alex Da Kid    | 3:17  |
| 5.             | It's Time           | Imagine Dragons                           | Imagine Dragons, Brandon Darner | 4:00  |
| 6.             | My Fault            | Imagine Dragons, Alex Da Kid              | Imagine Dragons, Alex Da Kid    | 2:56  |
| Celková délka: | Celková délka:      | Celková délka:                            | Celková délka:                  | 19:25 |

## Umístění v hitparádách
| Žebříček                          | Nejvyšší pozice |
| --------------------------------- | --------------- |
| Australian Albums Chart           | 100             |
| U.S. Billboard 200                | 40              |
| U.S. Billboard Alternative Albums | 8               |
| U.S. Billboard Rock Albums        | 11              |
| U.S. Billboard Digital Albums     | 18              |
| U.S. Billboard Heatseekers Albums | 1               |

## Datum vydání
| Oblast                 | Datum          | Formát         | Vydavatelství      |
| ---------------------- | -------------- | -------------- | ------------------ |
| Spojené státy americké | 14. února 2012 | CD, ke stažení | Interscope Records |